# Leonid Bujor
Leonid Bujor (Singureni, Rîșcani, 27 de noviembre de 1955 - 6 de enero de 2021) fue un político moldavo que ocupó el puesto de ministro de Educación en el primer gabinete de Vlad Filat del 25 de septiembre de 2009 al 14 de enero de 2011.

## Biografía
Nació el 27 de noviembre de 1955 en Singureni, Rîşcani. Formó parte del Partido Alianza de Nuestra Moldavia. Fue diputado en el Parlamento de la República de Moldavia en la Legislatura 2005-2009 en la cual fue elegido en las listas del Partido del Bloque Democrático de Moldavia Democrática donde fue sucesor en el segundo Gabinete Filat de Mihail Şleahtiţchi. 
Por otra parte desde el 18 de febrero de 2015 hasta el 2 de febrero de 2016 fue Secretario General Adjunto del Gabinete de la República de Moldavia.

### Fallecimiento
Falleció el 6 de enero de 2021 a los 67 años de edad a consecuencia de COVID-19 durante la pandemia en Moldavia.

## Condecoraciones
En diciembre de 2010 fue condecorado con la Orden de Honor por el presidente interino de la República de Moldavia, Mihai Ghimpu.